# Region Polog
Die Region Polog (mazedonisch Полошки регион Pološki region, albanisch Rajoni i Pollogut) ist eine der acht statistischen Regionen der Republik Nordmazedonien. Sie umfasst neun Opštini, welche die lokalen Selbstverwaltungseinheiten bilden. Die Region liegt im Nordwesten des Landes und grenzt an Kosovo und Albanien. Nachbarregionen sind im Osten die Region Skopje und im Süden die Region Südwesten.

## Gemeinden
Die Region Polog wird aus den folgenden neun Opštini gebildet:
1. Bogovinje/Bogovina
2. Brvenica/Bërvenica
3. Gostivar
4. Jegunovce/Jegunoc
5. Mavrovo i Rostuša/Mavrova dhe Radostusha
6. Tearce/Tearca
7. Tetovo/Tetova
8. Vrapčište/Vrapçisht
9. Želino/Zhelina

## Bevölkerung

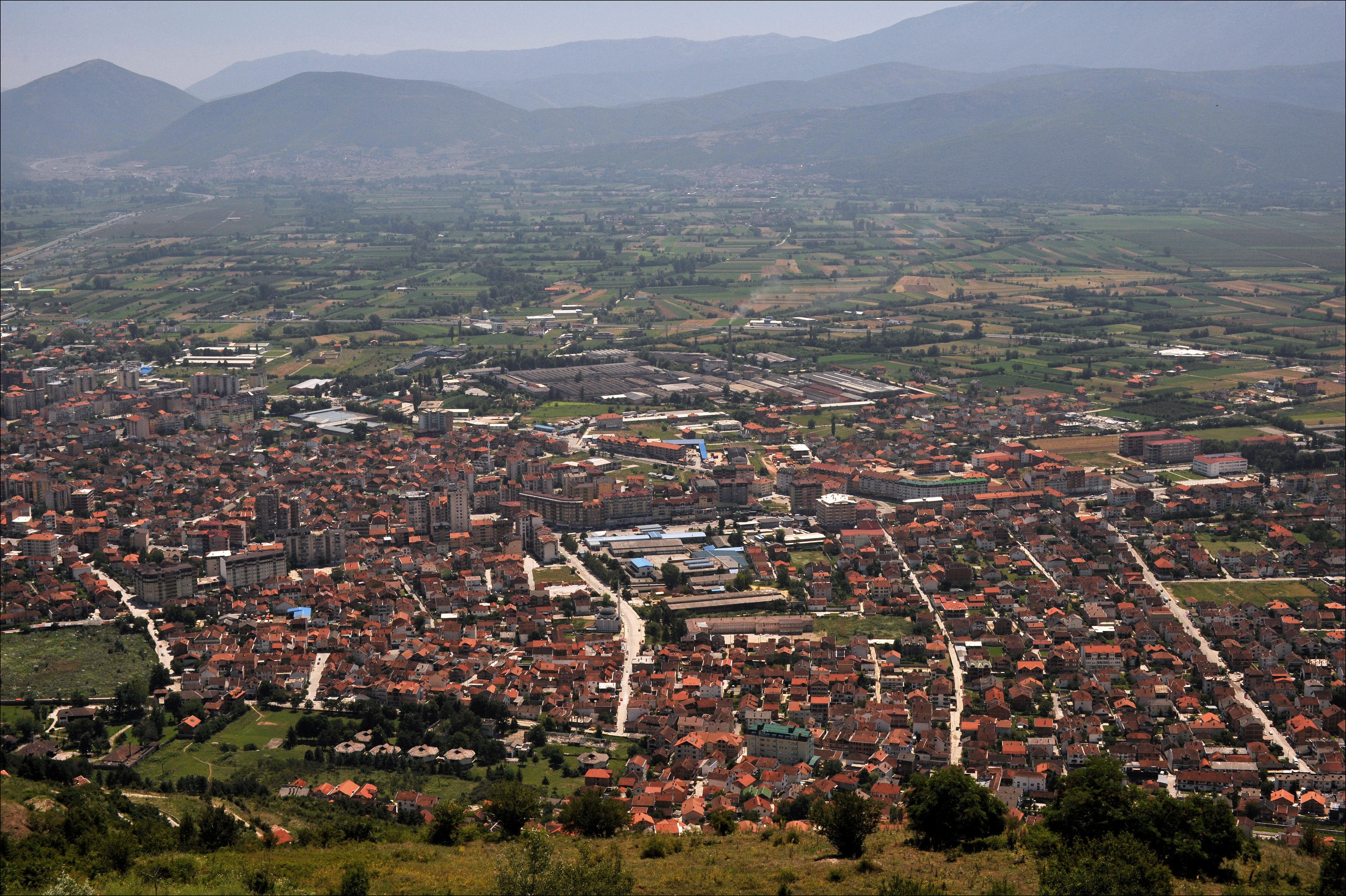
Die Industriestadt Tetovo ist der größte Ort der Region und zugleich dessen politisches und wirtschaftliches Zentrum.

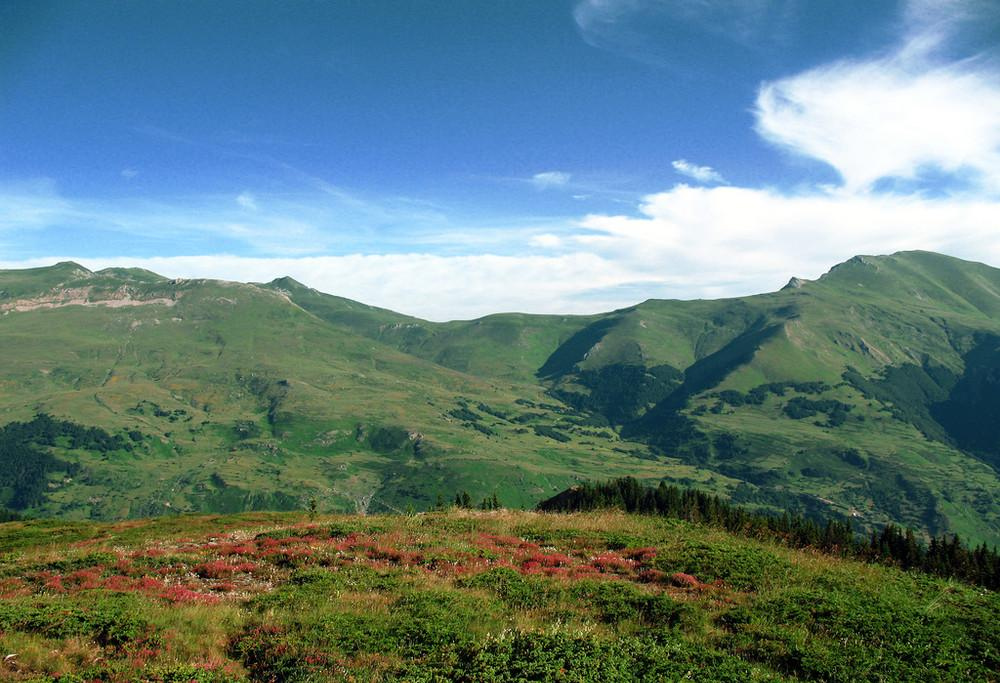
Die Šar Planina (alb. Sharr) gehört zu den höchsten Erhebungen Mazedoniens.

### Einwohnerzahl
| Jahr | Einwohner | Veränderung |
| ---- | --------- | ----------- |
| 1994 | 282.432   | -           |
| 2002 | 304.125   | +8,24 %     |

### Größte Orte
| Rang | Stadt     | Einwohner |
| ---- | --------- | --------- |
| 1    | Tetovo    | 52.915    |
| 2    | Gostivar  | 35.847    |
| 3    | Bogovinje | 6.328     |
| 4    | Vrapčište | 4.874     |
| 5    | Želino    | 4.110     |

### Ethnische Struktur
Die größte Ethnie stellen die Albaner dar, gefolgt von den Mazedoniern und den Türken.